# Ariconias
Ariconias是蜆蝶科蜆蝶亞科蛺蜆蝶族裡的一個屬，尚無正式中文學名命名。共有2個物種，分佈於新熱帶界。

## 物種
- 白斑蜆蝶 Ariconias albinus = 白花蜆蝶
- 格林蜆蝶 Ariconias glaphyra

## 腳註
1. ↑  Tree of Life Web Project. 2007. Ariconias J. Hall & Harvey 2002. Version 01 December 2007 (under construction). http://tolweb.org/Ariconias/105812/2007.12.01 （页面存档备份，存于） in The Tree of Life Web Project, http://tolweb.org/ （页面存档备份，存于） （英文）

## 外部連結
- Ariconias（页面存档备份，存于） - funet.fi